# حمدی قندیل
حمدی قندیل (عربی مصری: حمدى قنديل؛ زاده ۱۹۳۶ – درگذشته ۳۱ اکتبر ۲۰۱۸) یک روزنامه‌نگار برجسته مصری بود، قندیل در دهه ۱۹۵۰ میلادی فعالیت خود را در زمینه روزنامه‌نگاری آغاز کرد و به دعوت و سفارش روزنامه‌نگار مصطفی امین برای مجله (اکره سعا) «ساعت گذشته» نوشت. قندیل به خاطر گفتمان پان عربیست و انتقاد شدید از مصر و دیگر کشورهای عربی معروف است.

## زندگی‌نامه
حمدی قندیل در یک خانواده‌ای از طبقه متوسط متولد شد؛ در دامن پدر و مادری فرهنگی در روستای کفر علیکم از شهر السبع در استان منوفیه رشد کرد. اصل و نسب خانوادگی‌اش به استان شرقی برمی‌گردد و پدر بزرگش بنام قندیل خلیل در سال ۱۸۳۰ میلادی کدخدای روستای المحمودیه بود و کماکان خانواده آن‌ها در آنجا به‌سر می‌برند. او نوجوان بود که پدرش ۵۰ پوند استرالیایی به او داد و سوار کشتی کوچکی کرد تا به پایتخت کشورهای اروپایی سفر کند.
معلمی داشت که به او ادیان مختلف می‌آموخت و او را به سفرهای طولانی در بیابان می‌برد. پس از سه سال خواندن درس پزشکی، تصمیم گرفت روزنامه‌نگاری کند؛ بنابراین، بنا به درخواست مصطفی امین، روزنامه‌نگار مجله «ساعت گذشته» به نفرات این مجله پیوست و به عنوان یک روزنامه‌نگار را با مزد ۱۵ پوند در ماه شروع کرد (۱۹۵۱).
سه بار ازدواج کرد، و در سال ۱۹۹۵ با همرزمش که یک بازیگر سینما بنام نجلاء فتحی بود ازدواج کرد، ولی از وی فرزندی نداشت.

## فعالیت‌ها
در طول قیام دوم فلسطینیان در سال ۲۰۰۳، پس از یک حمله شدید به سکوت و ضعف دولت‌های عرب، با وجود محبوبیتش، برنامه‌ای که او سردبیر آن بود تعطیل شد.
او مجبور به مهاجرت به امارات برای ارائه برنامه جدیدی بنام «مداد» شد پس از پنج سال مجدداً برنامه او تعطیل شد، بسیاری از مردم و ژورنالیست‌ها معتقدند که علت این دو بار تعطیل شدن سیاسی بوده‌است. دفعه اول دولت مصر و دفعه دوم دولت امارات مستقیماً دستور تعطیلی برنامه او را دادند.
قندیل به عنوان سخنگوی جبهه ملی تغییر، که توسط محمد البرادعی تأسیس شد، کار می‌کرد.